# Szófér Simon (krakkói rabbi)
Szófér (Schreiber) Simon (Pozsony, 1820. december 18. – Krakkó, 1883. március 26.) nagymartoni, majd krakkói rabbi.

## Élete
Szófér Mózes pozsonyi rabbi fiaként született. 1842-től Nagymartonban (Mattersdorf) működött rabbiként. 1860-ban hívták meg a krakkói rabbiszékbe. Rabbinikus tekintélye az egész galíciai területre kiterjedt, illetve más országok zsidóságára is. 1879-ben a Reichstag tagjává választották, ahol szintén nagy tekintélyben állt. 1840-ben Machziké Hadasz címen hetilapot adott ki, amely a zsidó vallási és községi ügyekkel foglalkozott. A lap még 1912-ben is megjelent, mint a galíciai chaszid-rabbik hivatalos orgánuma.